# Трентино-Альто-Адидже
Тренти́но-А́льто-А́дидже или Тренти́но-Южный Тироль (итал. Trentino-Alto Adige/Südtirol, нем. Trentino-Südtirol, ладинск. Trentin-Südtirol) — область на севере Италии.
Благодаря распространению (помимо итальянского) также немецкого и ладинского языков, область имеет специальный статус с официальным названием Автономная область Трентино-Альто-Адидже/Южный Тироль (итал. Regione Autonoma Trentino-Alto Adige/Südtirol, нем. Autonome Region Trentino-Südtirol, ладинск. Regione Autonoma Trentin-Südtirol). 
Административный центр — город Тренто.
С 1972 года основные административные функции переданы 2 автономным провинциям, составляющим область — Больцано и Тренто.
Является частью еврорегиона Европейского союза Тироль — Южный Тироль — Трентино.

## Физико-географическая характеристика
На севере (по хребтам Альп) граничит с Австрией, на западе — со Швейцарией и областью Ломбардия, на юго-востоке — с областью Венеция.
Область делится на две провинции — Тренто на юге и Больцано (также Альто-Адидже, Зюдтироль) на севере.
Самая большая река Трентино-Альто-Адидже — Адидже. Она разделяет эту область на две части.

## История
В средние века территория Трентино-Альто-Адидже находилась под властью австрийских Габсбургов; только в 1919 году в соответствии с Сен-Жерменским мирным договором Трентино и Южный Тироль перешли от Австро-Венгрии Итальянскому королевству. Пришедшее позднее к власти фашистское правительство проводило политику итальянизации, что вызвало сопротивление немецкоязычного населения организацией катакомбных школ. С падением режима Муссолини провинция была присоединена к Третьему рейху. После Второй мировой войны Трентино-Альто-Адидже стало областью Итальянской республики. В 1961 году итальянизация вызвала насильственные акции со стороны немецкоязычной общины. 
В настоящее время Трентино-Альто-Адидже является центром горнолыжного спорта и альпинизма.

## Административное деление
Административно область Трентино-Альто-Адидже поделена на две провинции:
| Провинция | Площадь (км²) | Население (чел.) 31.08.2020 | Плотность (чел./км²) | Число коммун |
| --------- | ------------- | --------------------------- | -------------------- | ------------ |
| Тренто    | 6206,90       | 545 497                     | 87,88                | 217          |
| Больцано  | 7399,97       | 533 349                     | 72,09                | 116          |
| Всего     | 13 606,87     | 1 078 846                   | 79,29                | 333          |

## Экономика
ВВП Трентино равен 2,1% ВВП Италии, что составляет 30 810,6 млн евро. ВВП на душу населения — 31 152,4 евро.
Важные отрасли экономики — сельское хозяйство, пищевая, текстильная, химическая, металлургическая промышленность.
Одной из важных составляющих экономики области является виноделие, выращиваются различные сорта винограда: автохтонный Лагрейн, и более широко распространённые Гевюрцтраминер, Каберне Фран, Каберне Совиньон, Шардоне.
Известен местный сорт сыра Альпказе.